# Flottille de Boulogne

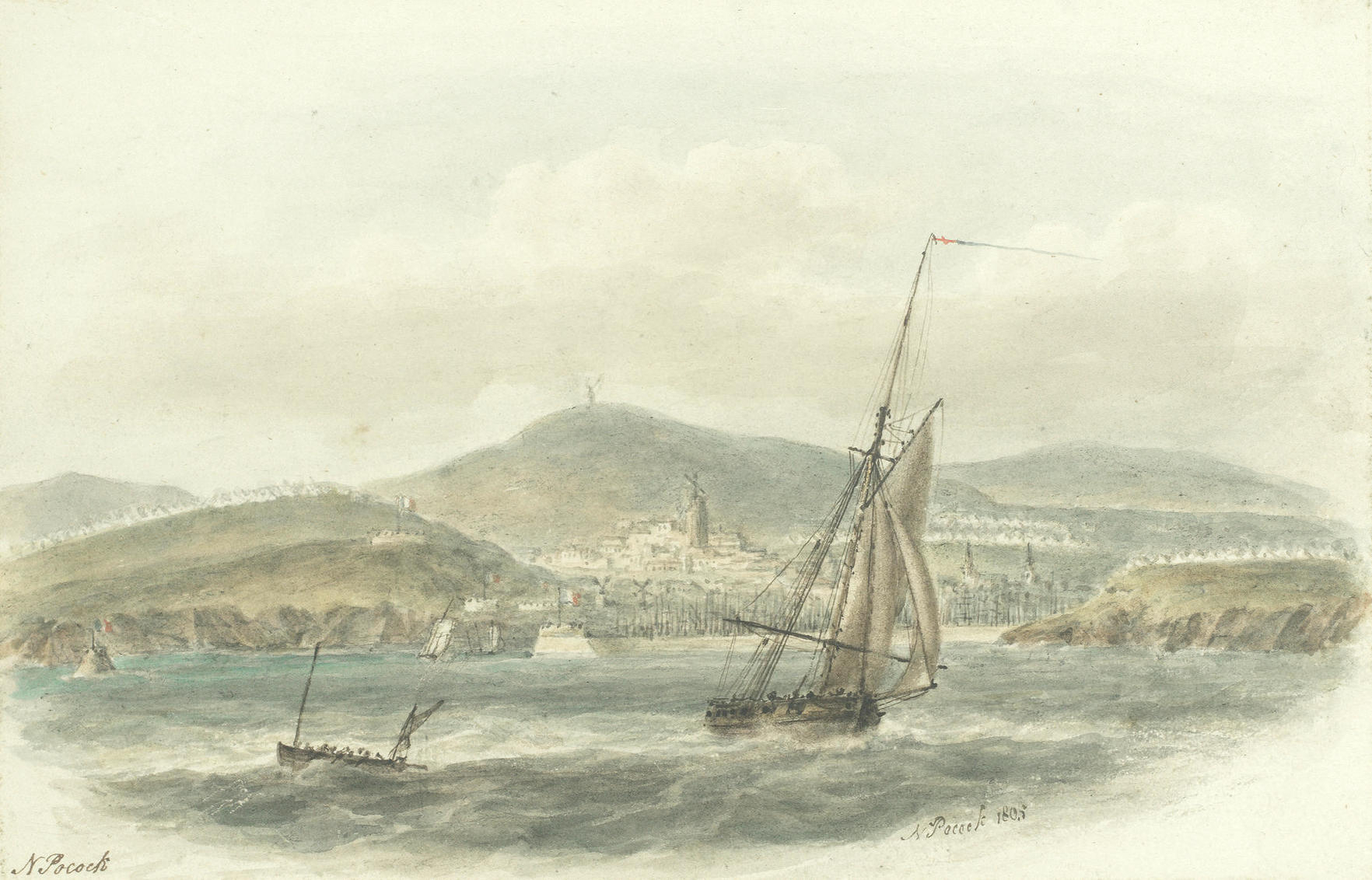
Le port de Boulogne (1803)

Les flottilles de Boulogne sont les navires construits et regroupés à Boulogne et ses environs à différentes époques, en vue d'une invasion de la Grande-Bretagne par les troupes françaises.
Ce terme a été utilisé lors de plusieurs préparatifs d'invasion (1798, 1801, 1803).
Construite rapidement, composée d'une « poussière navale », positionnée dans plusieurs ports, qui durent faire l'objet de travaux pour accueillir ses composantes, cette flottille, comme les précédentes, ne fut pas utilisée ; l'armée qu'elle était destinée à transporter partant vers l'Autriche et Austerlitz.

## Les différentes flottilles
La flottille mise en place en 1803 n'est pas la première, et en se limitant à la période « napoléonienne » (au sens large), on peut voir deux précédents.

### Les préparatifs de 1798
Après la paix de Campo-Formio, le dernier adversaire de la France est l'Angleterre. Le Directoire décide de préparer une invasion et nomme Bonaparte à la tête de l'armée d'Angleterre.
Une flottille de 180 petits bâtiments est prévue pour transporter les 30 000 hommes de l'armée. Si Bonaparte commence par s'occuper activement des préparatifs, l'expédition d'Egypte va passer au premier plan et la flottille ne servira pas.

### Les préparatifs de 1801
Après le Traité de Lunéville, le Consulat se retrouve de nouveau face à l'Angleterre. Bonaparte décide de réactiver la flottille de Boulogne, affichant la volonté de préparer une « descente » sur le territoire anglais.
La flottille aligne 270 navires et doit comprendre 13 divisions dont 12 comprenant chacune 3 sections, c'est-à-dire une chaloupe-canonnière et 6 bateaux-canonniers. Une chaloupe-canonnière est armée de 3 canons de 24 (ou de 18), un bateau-canonnier n'emporte qu'un canon de 24 ou de 18,.
La signature du traité de paix d'Amiens va rendre inutile ces préparatifs.

## La flottille de 1803

### Le projet
Les ordres
Bonaparte donne ses ordres le 24 mai 1803; ils ordonnent la remise en état des navires de la flottille précédente et la construction de 150 unités supplémentaires. On découvre alors que peu d'unités anciennes sont récupérables, conséquence d'une fabrication médiocre liée à la précipitation.
Le 17 juin, il en demande le double, ajoutant : « ...l'argent ne manquera pas... ».
Le 24 juin, il passe à 850 bateaux à commander ; le 5 juillet, 1410 ; et, pour finir, le 22 août, réclame 2008 unités.
Le financement
Pour payer la construction des navires nécessaires au projet, le ministère de la Marine a établi un barème. Une prame sera payée 70 000 francs, ; une chaloupe, 32 000 francs ; un bateau canonnier, 18 000 francs ; une péniche, 7 000 francs et un caïque, 6 000 francs.
D'un autre côté, des financements privés sont sollicités, avec succès. Toutes les semaines, le journal Le Moniteur donne les montants offerts. Un total de 12 millions de francs seront ainsi récoltés.
Quelques exemples donneront une idée de ce qui est offert :
- Les banquiers parisiens offrent 20 millions de francs ;
- Le département de l'Ourthe offre 300 000 francs pour 10 bateaux plats ; celui de Loir et Cher offre 30 000 francs pour une chaloupe, 20 000 pour un bateau canonnier et 12 000 pour une péniche.
- La ville du Mans, le département de la Creuse offrent 5 centimes additionnels.
- Les unités de la Garde offrent 20 000 francs pour une chaloupe.
- Des régiments abandonnent une journée de solde.

L'organisation
La flottille est organisée comme une armée terrestre, avec un corps central et deux ailes. L'aile gauche est basée sur les ports de Ambleteuse, Boulogne, Étaples et Wissant. Le centre est basé à Calais, Dunkerque et Gravelines. L'aile droite est, pour sa part, basée à Nieuport et Ostende.
Tactiquement, en septembre 1803, la flottille est organisée en « divisions », au nombre de douze. Chacune composée de trois sections de 9 navires. En septembre de l'année suivante, l'organisation est basée sur des « escadrilles » de cent huit navires. Chaque escadrille est composée, par tiers, de navires de première, deuxième ou troisième espèces. C'est-à-dire, dans l'ordre, de prames ou chaloupes-canonnières, de bateaux canonniers, de péniches.
Le commandement
La gestion technique de la flottille (construction, armement, etc.) est confié à l'ingénieur-en-chef Forfait.
Le commandement est donné à l'amiral Bruix. Après le décès de celui-ci (mars 1805), le commandement passe au contre-amiral Lacrosse.

### Les navires

#### Les différents types
8 types de bateaux sont prévus. Les plans ont été dessinés par Forfait. Les bateaux sont similaires à ceux prévus en 1801.
- Navires à « fond plat ».

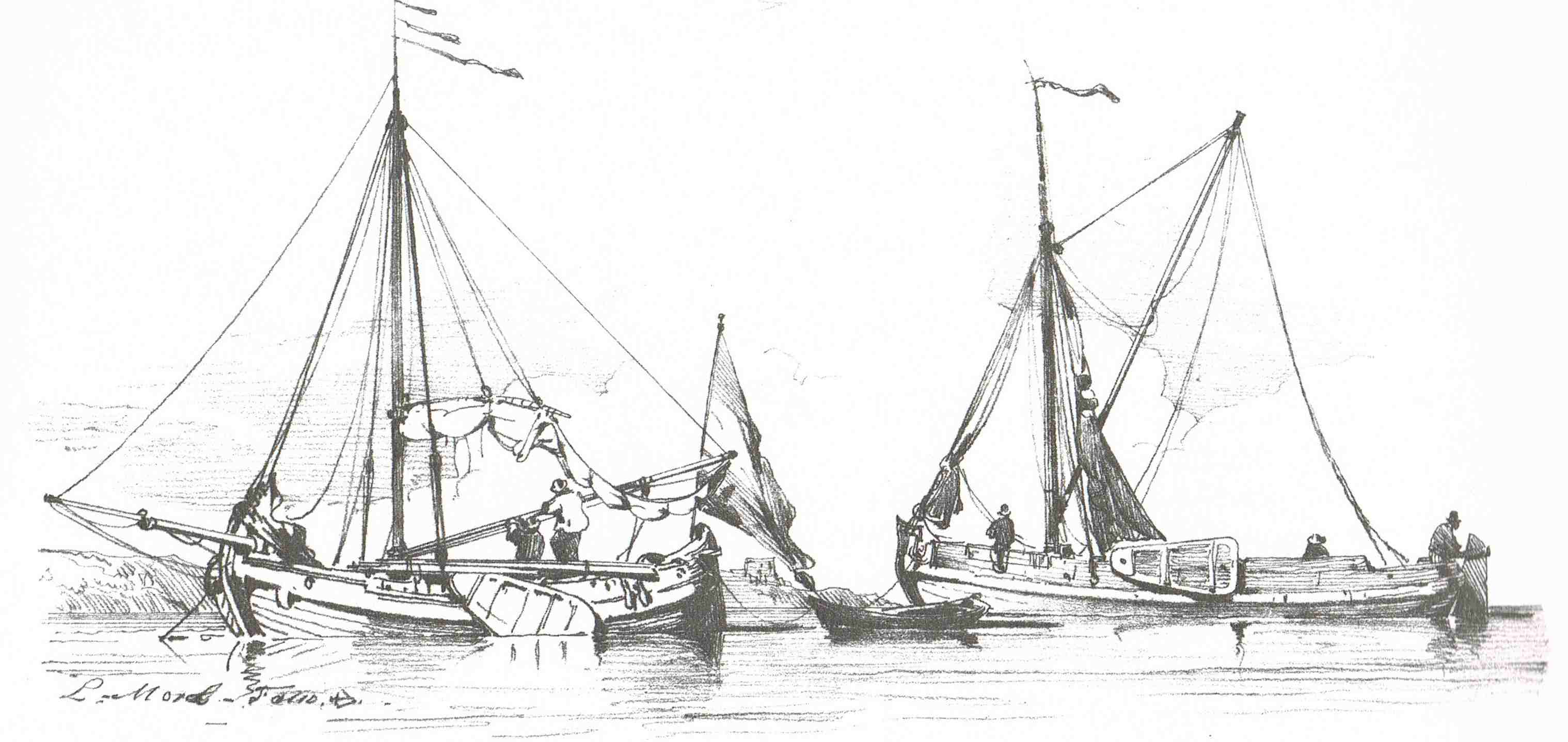
Bateaux hollandais (Léon Morel-Fatio, XIXe siècle)

L'avantage de ce type de navire, c'est sa capacité à pouvoir s'échouer sur la plage, facilitant le débarquement des troupes qu'il transporte ; l'inconvénient, c'est la difficulté à naviguer à une allure autre que largue ou vent arrière. Pour y parer, il sera prescrit d'installer des dérives latérales, à l'instar de ce que portent les navires hollandais.

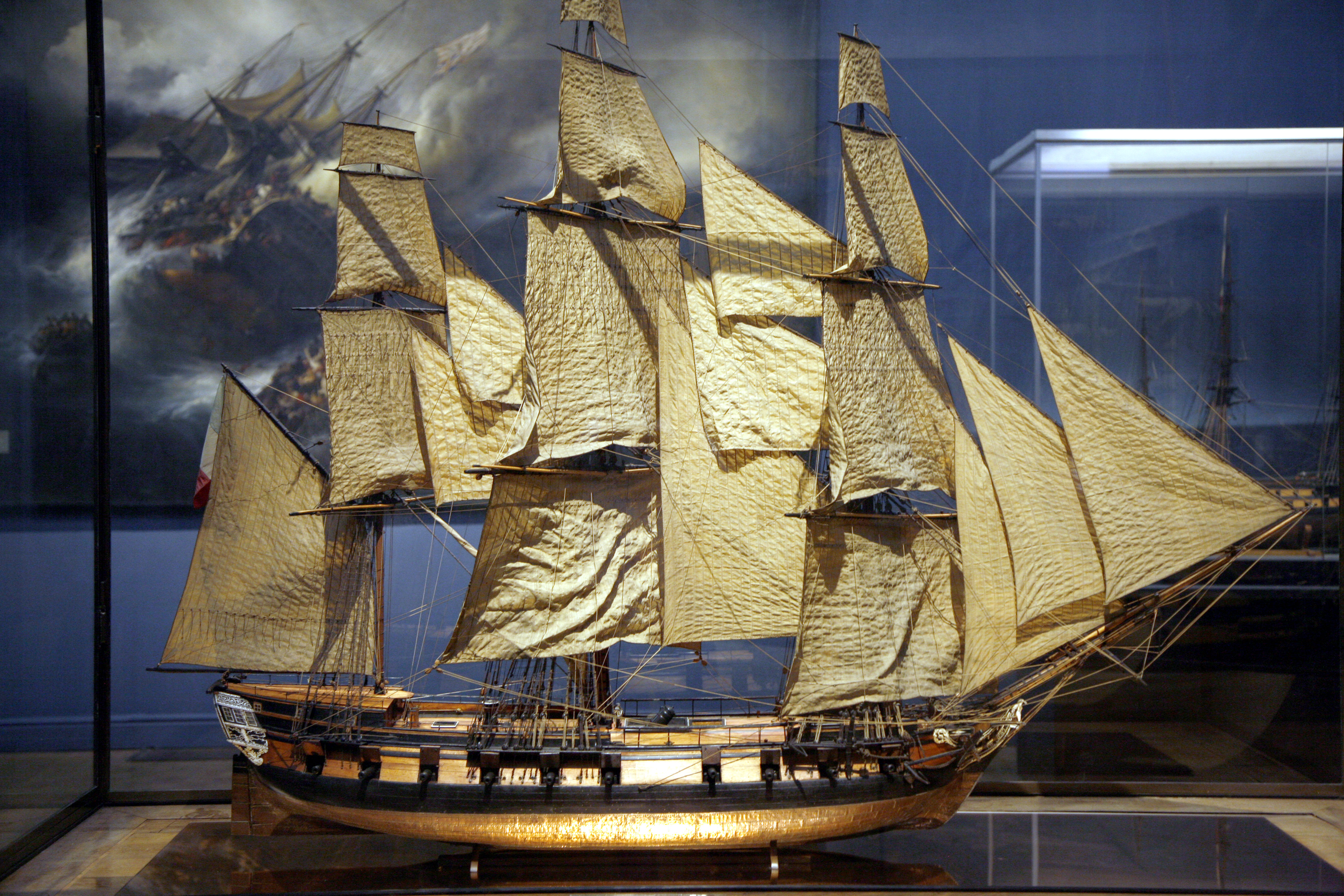
La prame « Ville de Lille » (ex-La Foudroyante)

Prame
Ce type de navire est assez similaire aux corvettes. Il possède trois mâts et aligne une douzaine de canons, calibre 24 ou 18.
Son équipage est de 31 marins et 44 soldats ; sa capacité de transport est de 200 passagers ou 60 chevaux.
Chaloupe-canonnière
Ce type de navire est gréé en brick. Il peut aussi se déplacer à la rame, emportant 12 paires d'avirons. Son armement est est de 3 canons, calibre 24 ou 18, et un obusier. Son équipage est de 22 marins et 30 soldats ; il peut embarquer 130 passagers.
Bateau canonnier
Ce type de navire est gréé en lougre. Il peut aussi se déplacer à la rame, emportant 14 paires d'avirons. Il est armé d'un canon de 24 ou 18, tirant vers l'avant. Son équipage est de 11 marins et 18 soldats ; il peut embarquer 100 passagers.
Péniche
Ce type de navire est présent sous deux modèles différents par la taille. Gréé en lougre ou en flambart, il peut aussi se déplacer à la rame, emportant 13 paires d'avirons. Il est armé d'un canon de 24 et d'un obusier de 6 pouces. Son équipage est de 3 marins et 7 soldats ; la péniche peut embarquer 50 passagers. Chaque péniche est appariée avec un bateau canonnier ; chaque chaloupe-canonnière est appariée avec deux péniches, une grande et une petite.
- Autres navires.

Caïque
En dépit de ce nom à consonance exotique, il s'agit de chaloupes identiques à celles portées par les vaisseaux. Chacun est armé d'un canon de 24 en chasse. Le rôle  dévolu à ces embarcations est plutôt un rôle de navire de servitude. Mais ils peuvent aussi servir pour la surveillance, voire renforcer la ligne d'embossage en se plaçant pour tirer entre deux navires de ladite ligne.
Navires de transport
Cette catégorie comprend des navires de toutes sortes (de pêche, de commerce, etc.) et de toutes tailles (côtres, goelettes, lougres, chasse-marée, terre-neuviens, etc.). Ces navires sont achetés sur tous les ports de la côte jusqu'à Saint-Jean-de-Luz.
Ils sont répartis, eux-aussi, en trois divisions. La première est chargée du transport des chevaux. La deuxième, de l'artillerie (canons mais aussi munitions, forges, etc.). la troisième, du reste des bagages.
Pour donner un exemple, le plan d'organisation du 10 septembre 1803 prévoit que chaque bataillon d'infanterie bénéficiera de 3 bateaux de transport. Le premier pour porter les bagages ; le deuxième pour porter le supplément de vivres ; le troisième pour porter un supplément de munitions d'infanterie.

#### Les constructions
Où
L'ordre de construction des navires nécessaires est signé par Bonaparte le 11 mars 1803. Il prévoit la mise en chantier de 190 chaloupes-canonnières et 400 bateaux-cannonniers, dans 20 ports de la Manche mais sans donner plus de précisions.
Les sites de construction seront cependant bien plus répartis sur le territoire national que sur les seules côtes de la Manche. Ainsi, à Paris, deux chantiers (quai de la Rapée et quai des Invalides) construiront 20 chaloupes, 20 bateaux-canonniers et autant de péniches. D'autres seront construites à Compiègne, à Strasbourg ; l'arrondissement maritime de Toulon sera aussi mis à contribution pour 90 chaloupes.
Comment
Les navires sont construits selon les modèles fournis par les commissions établies dans chaque arrondissement maritime. Dans le meilleur des cas, ils sont construits et armés. C'est-à-dire qu'ils disposent des voiles, avirons, artillerie et équipements nécessaires. Mais, dans d'autres cas, la coque nue est seule construite. Ils doivent être armés ailleurs. Le prix payé est alors minoré. Ainsi, un bateau canonnier gréé est payé 18 000 francs. Mais s'il n'est pas armé, il ne sera payé que 13 000 francs.
Les paiements ne seront pas toujours effectués. Ainsi, les chantiers Crucy, à Nantes, ont signé pour 35 chaloupes-canonnières, 18 bateaux canonniers et 11 péniches. Mais ils ne seront pas payés et feront faillite...
Enfin, les navires construits doivent gagner les ports de concentration et cela peut s'avérer laborieux, en raison des croisières anglaises.

### La mise en place

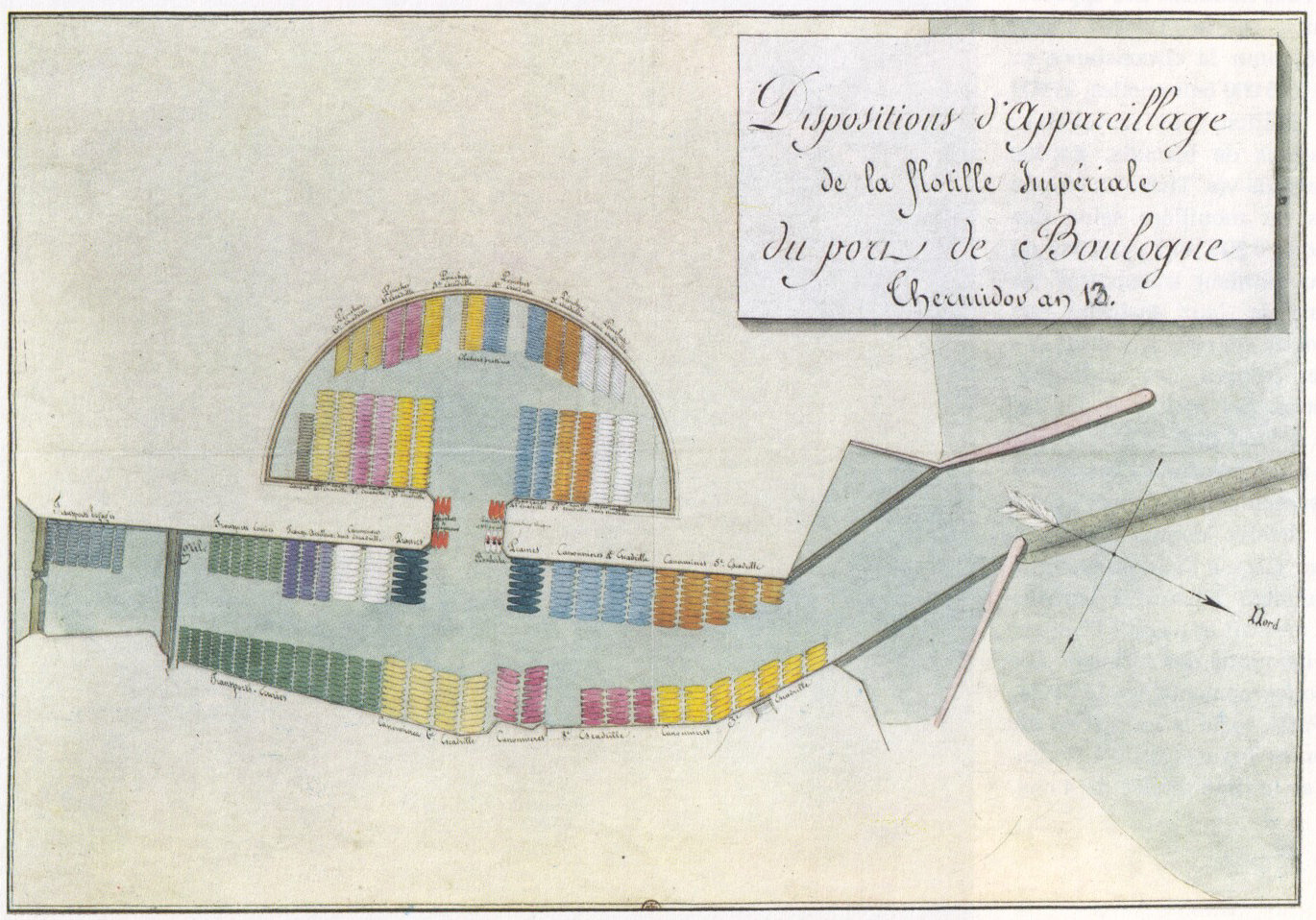
Concentration des navires de la flottille à Boulogne

Si certains navires sont construits sur place, tous les ports de la côte Atlantique sont mis à contribution. De nombreux convois sont constitués pour concentrer des troupes, du matériel et des moyens de transports sur les trois les trois grands camps de l'Armée des côtes de l'Océan. Ces convois donnent lieu à plusieurs combats navals de plus ou moins grande envergure qui se soldent dans leurs majorité par des victoires navales française entre septembre 1803 et juillet 1805. Ces combats sont rassemblés sous le nom de Combats du rassemblement de l'Armée des côtes de l'Océan. Parmi eux les plus connus on trouve, le Combat du cap Gris-Nez (27 septembre 1803), le Combat de Houat (5 mai 1804), le Combat de Heyst (16 mai 1804), le Combat de Bruneval (10 juin 1805), le Combat de Granville (16 juillet 1805), le Combat de Gravelines (17 juillet 1805), le Combat de Boulogne (18 juillet 1805) et le Combat de Fécamp (23 juillet 1805). Aussi en dépit de tous ses efforts les flottes britanniques déployées le long des côtes françaises de la Manche et de l'Atlantique ne parviennent pas à empêcher la formidable concentration de troupes réalisée en prévision de l'invasion du Royaume uni.
L'organisation prévue
En juillet 1805, la flottille aligne, au total, 2343 navires ; leur capacité d'emport est de 167 590 hommes, 9 149 chevaux et 445 canons.
À Boulogne, on trouve, à la même époque, 921 péniches et bateaux canonniers, 376 prames et chaloupes canonnières ; on y trouve aussi 1046 autres navires de transport.

L'utilisation prévue
La procédure de débarquement est détaillée dans un ordre de Bonaparte daté du 20 thermidor an XIII (8 août 1805) et rapporté par le capitaine Bottet : « ...Cinq ailes de débarquement doivent être formées, chacune de 72 péniches, embarquant 6 bataillons formant 3 régiments réduits à 700 hommes, officiers compris, [...] des canonnières protègent le débarquement qui doit se faire sur 36 péniches de front, de manière que, de la gauche à la droite, il y ait 400 toises ; entre chaque aile, il doit y avoir une heure d'intervalle. ».

### L'abandon
D'avril à juin 1805, devant l'accroissement inexorable de l'Armée des côtes de l'Océan, et le succès de Missiessy et de Villeneuve dans leur manœuvre de regroupement aux Antilles, les britanniques mettent tout en œuvre pour éviter l'invasion qui se prépare en rassemblant autour d'eux une troisième coalition. Le 11 avril 1805 est signé le traité de Saint-Pétersbourg par lequel Alexandre Ier de Russie s'allie avec le Royaume-Uni. Le 16 juin 1805, l'Autriche rejoint la coalition, moyennant d'importants subsides britanniques. Le 16 août 1805, Napoléon fait transmettre un ultimatum à l'ambassadeur d'Autriche. La Grande Armée se met en marche vers le Rhin. La flottille est laissée en l'état et ne servira pas.